# Railroad Tycoon II
Railroad Tycoon II ist ein Wirtschaftssimulation-Computerspiel, das von PopTop Software entwickelt und von Take 2 Interactive am 9. November 1998 für Microsoft Windows veröffentlicht wurde. Am 1. Januar 1999 folgte eine Portierung für Playstation, am 1. Juni 1999 eine Version für Mac OS und am 1. Oktober 1999 erschien Railroad Tycoon II für Linux.
Mit Railroad Tycoon II: The Second Century erschien am 5. Juni 1999 eine Erweiterung. Eine Gold-Edition erschien als Paket von Basis-Spiel und Erweiterung mit zusätzlichen Szenarien. Die Gold-Edition wurde zudem für Dreamcast veröffentlicht. Am 31. August 2001 erschien eine Platinfassung, die die Inhalte der Gold-Edition mit zusätzlichen Szenarien, Musik und einem Strategiebuch bündelte. Die Platin-Edition wurde zudem auf GOG.com am 29. März 2016 wiederveröffentlicht.
Railroad Tycoon II ist der zweite Teil innerhalb der Railroad Tycoon Computerspieleserie und der Nachfolger zu Sid Meier’s Railroad Tycoon.

## Spielprinzip
Die Landschaft wird in isometrischer Perspektive dargestellt, die in sechs Stufen zoom- und in 90°-Schritten drehbar ist. Sie orientiert sich an realen Landkarten, wobei die Industriebetriebe willkürlich angeordnet werden. Enthalten ist auch ein Karteneditor mit dem eigene Szenarien entworfen werden können. Anfangs bestimmt der Ausbau des Schienennetzes das Spiel. Später wird das Verwalten der Fahrpläne wichtiger. In den Missionen gilt es bestimmte Aufgaben unter Zeitdruck zu lösen: etwa die Reparatur eines maroden Schienensystems, Städte miteinander verbinden oder die Konkurrenz ruinieren. Die errichteten Bahnhöfe sind ausbaufähig. Zudem ist ein Aktienmarkt integriert.

## Rezeption
Railroad Tycoon II mangele es an neuen Ideen. Die Animationsstufen der Züge in den Kurven sei zu gering. Der Mehrspielermodus sei hingegen gelungen und das solide, komplexe aber dennoch einsteigerfreundliche Konzept gehe auf. Komplizierte Schienenknoten können nicht erstellt werden. Das zwangsweise Vermieten der Gleise an die Konkurrenz sei störend. Wie bei Industriegigant oder Transport Tycoon, die inhaltlich ähnlich seien, fehle bei großen Schienennetzen irgendwann der Überblick. Der Szenarienbau mit dem offiziellen Editor sei sehr langwierig. Statt mit Signalen fahren Züge ohne Kollision. Das Ziehen von Strecken mit der Maus sei mühsam, da die Steuerung keine optimalen Routen wähle. Das Elektrifizieren der Strecken im Nachgang sei mühsam. Tunnels, Weichen und Eilaufträge aus dem Vorgänger fehlen. Im späten Spiel erschienen nicht abschaltbare Meldungen der Züge. Die Computergegner seien auch auf dem höchsten Schwierigkeitsgrad keine Herausforderung. Dennoch sei es ein würdiger Nachfolger.
Das Spiel berge monatelangen Spielspaß. Spiele dieser Art seien selten auf der PlayStation. Die Version für Dreamcast spiele sich besser als die PlayStation-Portierung, da die Oberfläche überarbeitet wurde und die Grafik erneuert wurde. Lediglich der Speicherplatz für Savegames sei sehr hoch.